# Nikolái Maidánov
Nikolái «Kairbolat» Sainovich Maidánov (en kazajo: Қайырболат Сайынұлы Майданов, romanizado: Qaýırbolat Saýınulı Maýdanov, en ruso: Никола́й Саи́нович Майда́нов; 7 de febrero de 1956 – 29 de enero de 2000) fue un piloto de helicóptero soviético de etnia kazaja que recibió tanto el título de Héroe de la Unión Soviética como el de Héroe de la Federación Rusa, lo que le convierte en una de las cuatro únicas personas que recibieron ambos títulos. Luchó en la guerra de Afganistán y posteriormente en la guerra de Chechenia donde fue herido de muerte cuando su helicóptero fue emboscado por rebeldes chechenos mientras evacuaba a unos soldados rusos del desfiladero de Argun.

## Biografía

### Infancia y juventud
Nació el 7 de febrero de 1956 en la aldea de Tashuduk en la República Socialista Soviética de Kazajistán (Unión Soviética) de padre kazajo y madre alemana. Su nombre de nacimiento era Kairbolat, pero a menudo se le llama con su nombre ruso Nikolái. Desde pequeño estuvo muy interesado en la aviación. Cuando creció, trato de matricularse en la Escuela de Aviación Civil de Aktobé, pero debido a que la escuela rechazó a su amigo, decidió no asistir a ninguna de las dos y se unió a la organización paramilitar DOSAAF (Sociedad Voluntaria de Ayuda al Ejército, Fuerza Aérea y Marina). Un año más tarde fue enviado a Alemania y trabajó como conductor del comandante de su regimiento. Todavía soñaba con ser piloto, por lo que en 1976 ingresó en la Escuela Superior de Pilotos de Aviación Militar de Sarátov y en 1980 se graduó como piloto de helicóptero. Fue miembro del Partido Comunista de la Unión Soviética desde 1982.

### Guerra de Afganistán
Fue enviado a Afganistán por primera vez en 1984 y regresó a casa en diciembre de 1985. Se ofreció como voluntario para desplegarse nuevamente en Afganistán en marzo de 1987 para proteger a los pilotos menos experimentados enviados al conflicto El terreno y el clima en Afganistán eran muy difíciles para volar helicópteros, pero aun así voló muy bien su Mi-8, desplegando paracaidistas y rescatando a soldados heridos. Se hizo famoso por un vuelo en mayo de 1987 en el que transportó tropas soviéticas para atacar una caravana muyahidín en un desfiladero, pero debido a que había muchos más muyahidines de los inicialmente esperados, las tropas soviéticas tuvieron que ser evacuadas o afrontar una derrota segura, pero Maidanov desafió las órdenes de abandonar, optando por recoger algunos soldados antes de volar de regreso a la base.
Fue suspendido después del incidente, pero debido a que era un piloto muy experimentado se le volvió a admitir en el servicio activo. El subcomandante del escuadrón elogió su actitud y valor y más tarde recibió por ello la Orden de la Bandera Roja. También realizó misiones de ataque a tierra, buscando caravanas enemigas y destruyéndolas. En julio de 1988 participó en una misión especial para rescatar a las tropas soviéticas de un grupo de dos helicópteros Mi-8 que habían sido derribados. Dirigió el grupo de búsqueda, que estaba formado por seis Mi-8 y diez Mi-24. Durante la operación de salvamento recogió a un numerosos grupo de soldados soviéticos de diferentes lugares, lo que provocó que su helicóptero se sobrecargara peligrosamente debido a la gran cantidad de soldados que se encontraban a bordo, aun así logró despegar con seguridad. El 29 de julio de 1988 recibió el título de Héroe de la Unión Soviética por su valentía y heroísmo en Afganistán. 
Durante su periodo de servicio en Afganistán, realizó un total de 1250 salidas de combate y 1100 horas de vuelo. Está considerado como uno de los mejores pilotos de helicópteros de la guerra de Afganistán.

### Guerra de Chechenia
En 1992 se graduó en la Academia de la Fuerza Aérea Gagarin y continuó sirviendo en la aviación donde comandó un regimiento de helicópteros en el Distrito Militar de Lenigrado. Después del colapso de la Unión Soviética, sirvió durante un breve espacio de tiempo en el Ejército de Kazajistán, pero luego se trasladó a Rusia donde sirvió en las Fuerzas Armadas de Rusia. En 1998 le ofrecieron un trabajo administrativo en la sede central, pero insistió en ir al Cáucaso Norte. Participó en operaciones antiterroristas en Chechenia y Daguestán, donde fue galardonado con numerosos premios por su servicio en el Cáucaso, incluida la Medalla de Suvórov y un reloj especial del ministro de Defensa. Los chechenos ofrecieron una recompensa de un millón de dólares por su cabeza.
El 29 de enero de 2003 recibió órdenes de trasportar tropas al desfiladero de Argun y, debido a la escasa información de inteligencia, su helicóptero fue emboscado por rebeldes chechenos. Tomó la decisión de ir a buscar a los paracaidistas que había llevado a la zona para salvarlos de una emboscada, pero los francotiradores enemigos apuntaban a los pilotos de helicópteros, y una bala alcanzó los instrumentos del helicóptero y rebotó alcanzándole en el pecho, además la metralla le hirió en el cuello. Mientras aún estaba vivo, se aferró a los controles de su helicóptero, pero se desangró antes de poder aterrizar y su copiloto tomó el control del aparato. 
El 10 de enero de 2000, por decreto del Presidente de la Federación de Rusia recibió póstumamente el título de Héroe de la Federación de Rusia por el coraje y el heroísmo mostrados en el desempeño del deber militar.

## Condecoraciones

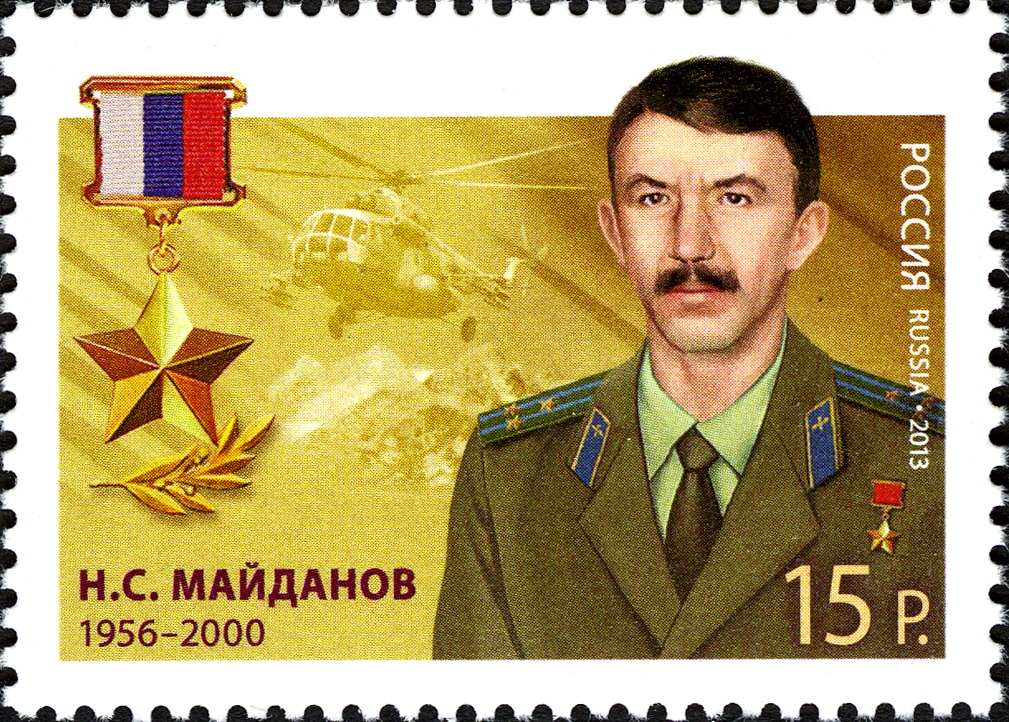
Sello de correos ruso de 2013 con el retrato de Maidánov de la serie «Héroes de la Federación Rusa»

A lo largo de su carrera militar, Nikolái Maidánov recibió las siguientes condecoraciones
Unión Soviética
- Héroe de la Unión Soviética (29 de julio de 1988)
- Orden de Lenin (29 de julio de 1988)
- Orden de la Bandera Roja (12 de noviembre de 1987)
- Orden de la Estrella Roja (16 de agosto de 1985)
- Orden del Servicio a la Patria en las Fuerzas Armadas de la URSS de 3.er grado (5 de mayo de 1988)
- Medalla del 60.º Aniversario de las Fuerzas Armadas de la URSS
- Medalla del 70.º Aniversario de las Fuerzas Armadas de la URSS
- Medalla por Servicio Impecable de 1.er, 2.do y 3.er grado

Rusia
- Héroe de la Federación de Rusia (10 de enero de 2000; póstumamente)
- Orden del Coraje (23 de septiembre de 1999)
- Medalla de Suvórov